# Sjaak Hubregtse
Jacobus Cornelis (Sjaak) Hubregtse (Middelburg, 31 maart 1944 - Amsterdam, 1 mei 2007) was een Nederlands letterkundige en publicist.
Hubregtse publiceerde in 1980 een studie over de boeken Op weg naar het einde en Nader tot U van Gerard Reve. Vanaf 1980 annoteerde hij een aantal brievenboeken van de schrijver. Na een conflict met Reve over het opnemen van zogeheten roofdrukken in een bibliografie, trok Hubregtse zich terug als annoteur en toekomstig biograaf van Reve. Zijn omvangrijke Reve-archief werd verkocht.
Naast een grote hoeveelheid publicaties over Nederlandse literatuur, publiceerde Hubregtse over een aantal onderwerpen op boekhistorisch gebied, onder andere over pocketboeken en uitgevers. Daarnaast schreef hij over muziek. Hij was voorzitter van het Willem Breuker Kollektief en heeft een aantal publicaties over het Kollektief op zijn naam staan. Hij was docent bibliofiele boeken aan de Frederik Muller Akademie in Amsterdam.
Sjaak Hubregtse overleed geheel onverwachts op 63-jarige leeftijd. Hij werd gecremeerd in Crematorium Westgaarde te Amsterdam.